# Peter Stephan Zurbriggen
Peter Stephan Zurbriggen (Briga, 27 de agosto de 1943 – 28 de agosto de 2022) foi um diplomata e prelado suíço da Igreja Católica que pertenceu ao serviço diplomático da Santa Sé.

## Biografia
Frequentou a escola primária entre 1950 e 1955 e em seguida, o Colégio Spiritus Sanctus, onde se formou em 1963. Após o serviço militar obrigatório, deu entrada no Seminário da diocese de Sion e, em 1965, foi para Roma, onde estudou no Pontifício Colégio Germânico e na Pontifícia Universidade Gregoriana, licenciando-se em teologia em 1969.
Recebeu a ordenação presbiteral, na Igreja de Sant'Ignazio di Loyola in Campo Marzio, do cardeal Alfred Bengsch, arcebispo de Berlim, em 10 de outubro de 1969. Em 1973, obteve a licenciatura de direito canônico na Pontifícia Academia Eclesiástica e o doutorado na Pontifícia Universidade Lateranense.
Ingressou no serviço diplomático da Santa Sé em 5 de março de 1975 e trabalhou como adido de nunciatura e secretário de nunciatura na Bolívia. O Papa Paulo VI concedeu-lhe o título honorário de Capelão de Sua Santidade (Monsenhor) em 29 de novembro de 1976.
Em 20 de janeiro de 1979, tornou-se secretário da nunciatura na Alemanha Ocidental, antes de se tornar auditor na nunciatura no Uruguai, em 3 de setembro de 1982, e finalmente na França, em 17 de julho de 1985. Depois de ser nomeado prelado de Sua Santidade, foi nomeado conselheiro da nunciatura na Representação Pontifícia da África Central, em 1 de julho de 1989 e de 1989 a 1991 foi membro da delegação apostólica na África Austral (África do Sul, Botswana, Suazilândia, Namíbia) e na nunciatura apostólica no Reino do Lesoto. De 1991 a 1993 trabalhou na nunciatura apostólica na Índia e no Nepal.
Em 13 de novembro de 1993, o Papa João Paulo II o nomeou delegado apostólico em Moçambique, com a dignidade de arcebispo titular de Glastonbury. Recebeu a ordenação episcopal em 6 de janeiro de 1994 na Basílica de São Pedro de João Paulo II, assistido por Giovanni Battista Re, substituto da Secretaria de Estado da Santa Sé e por Josip Uhač, secretário da Congregação para a Evangelização dos Povos.
Após a assinatura de acordo entre a Santa Sé e Moçambique e a instituição de uma nunciatura no país, torna-se núncio apostólico em 22 de fevereiro de 1996.
Em 13 de junho de 1998, foi transferido para as nunciaturas na Geórgia, Armênia e Azerbaijão.
Em 15 de outubro de 2001, foi transferido para as nunciaturas na Estônia, Letônia e Lituânia, com sede em Vilnius. Tal como os seus antecessores Justo Mullor García e Erwin Josef Ender, que ali representavam a Santa Sé desde a independência dos Estados Bálticos, também foi nomeado administrador apostólico para a Estônia em 15 de novembro de 2001, onde trabalhou para o estabelecimento do pequena igreja católica. Depois que o Papa João Paulo II renomeou Philippe Jean-Charles Jourdan como pastor residente em Tallinn (Reval) em 23 de março de 2005, Zurbriggen trabalhou novamente exclusivamente como representante diplomático do Papa para a Estônia, Letônia e Lituânia.
Em 14 de janeiro de 2009, o Papa Bento XVI o nomeou núncio apostólico na Áustria. Chegou a Viena em 2 de abril de 2009 e apresentou seu credenciamento em 17 de abril, assumindo assim seu cargo. Ele foi decano do corpo diplomático na Áustria. O Papa Francisco aceitou sua renúncia por idade em 30 de novembro de 2018.
Ele era fluente, além do alemão nativo, em italiano, inglês, espanhol, português e francês.
Voltou a morar em sua cidade natal, onde viria a falecer em 28 de agosto de 2022.